# Rio Gerului
O Rio Gerului é um rio da Romênia, afluente do Siret, localizado no distrito de Galaţi.